# 킹스군 (캘리포니아주)

킹스군 또는 킹스 카운티(Kings County)는 미국 캘리포니아주에 위치한 군이다. 2010년 기준으로 이 지역의 인구 수는 총 152,982명이다. 2019년 추산으로 이 지역의 총 인구 수는 152,940명이다.

## 인구
| 인구조사    | 인구    | Note  | %±    |
| ----------- | ------- | ----- | ----- |
| 1900년      | 9,871   |       | —     |
| 1910년      | 16,230  |       | 64.4% |
| 1920년      | 22,031  |       | 35.7% |
| 1930년      | 25,385  |       | 15.2% |
| 1940년      | 35,168  |       | 38.5% |
| 1950년      | 46,768  |       | 33.0% |
| 1960년      | 49,954  |       | 6.8%  |
| 1970년      | 64,610  |       | 29.3% |
| 1980년      | 73,738  |       | 14.1% |
| 1990년      | 101,469 |       | 37.6% |
| 2000년      | 129,461 |       | 27.6% |
| 2010년      | 152,982 |       | 18.2% |
| 2019 (추산) | 152,940 | [ 1 ] | 0.0%  |